# 집단 자살
집단 자살(集團自殺)은 많은 수의 사람이 동일한 목적하에 자살하는 것을 말한다. 일부 집단 자살은 종교나 컬트 환경 안에서 일어난다. 자살 임무, 자살 폭격, 가미카제는 군사적 혹은 초군사적 형태로 나타난 집단 자살이다. 연인 사이에서 일어나는 동반 자살도 작은 의미의 집단 자살로 볼 수 있다. 정치적 항의의 의사표시로써 집단 자살이 나타난 사례도 있었다.

## 주요 사례
- 73년 4월 15일에 로마군에 저항하던 유대인 열심당원들이 마사다 요새에서 집단 자살로 마감함으로써 약 960 명이 사망했다.
- 자기 할복 의식인 하라키리를 비롯해서 제2차 세계 대전에서 있었던 가미카제 전투에 이르기까지 일본은 오랜 자살의 전통으로 널리 알려져 있다. 제2차 세계 대전 중 사이판에서 고립된 수백 명의 일본군은 미군 군대에 항복하지 않고 집단 자살을 했다.
- 1978년 가이아나의 존스 타운에서 일어난 종교집단 인민사원 사건으로 914명이 사망했다.
- 1987년 8월 29일 오대양 주식회사 사장 박순자씨 등 총 32명의 시체가 동회사 용인 공장에서 발견되었고 집단자살로 경찰에서 추정하고 수사를 종결하였으나 원인과 경위는 전혀 밝혀지지 않은 미제 사건으로 남아 있다.
- 1997년 미국 캘리포니아주 샌디애고에서 천국의 문(Heaven's Gate) 신도들은 헤일-밥 혜성 뒤에 있는 외계인 우주선의 존재를 믿고 그곳에 승선한다는 목적으로 집단 자살을 함으로써 39명이 사망했다.

## 같이 보기
- 컬트 (종교)
- 푸푸탄